# هزار اسپ یکم
عزالدوله هزاراسپ پور فخرالدوله نماور یا استندار هزار اسپ یکم طبق آنچه در منابع تاریخ محلی مازندران آمده‌است، هجدهمین فرمانروای دودمان پادوسپانیان بود که میان سال‌های ۴۶۸ تا ۵۰۸ هجری، به مدت چهل سال، در رویان حکومت داشت. هزاراسپ با حسن صباح معاصر بود و پس از مرگ او، با خواهر کیا بزرگ امید (جانشین حسن صباح) ازدواج کرد. دو تن از پسران هزاراسپ به حکومت رسیدند؛ اولی شهرنوش و دومی کیکاووس بودند.
علی‌رغم وجود نام هزار اسپ در شجره‌نامه و فهرست استنداران که ظهیرالدین مرعشی ثبت کرده‌است، بنا بر سکه‌های کشف شده در سال‌های ۵۰۲ تا ۵۰۴ هجری قمری (برابر ۱۱۰۸ تا ۱۱۱۱ میلادی) شخصی به نام «ناصر الدوله شرف‌الدین نصر بن شهریوش» در رویان و کجور حکومت می‌کرد و تحت تبعیت سلطان محمد تپر از دودمان سلجوقیان بوده‌است. همچنین سکه‌های مشکوکی وجود دارد که نام سلطان محمود بن محمد (۵۱۱–۲۳/۱۱۱۸–۳۱) بر آن‌ها درج شده و شاید نصر بن شهریوش در آن دوره هم استندار بوده باشد. اما هیچ نامی از نصر بن شهریوش در تاریخ طبرستان نیامده و نخستین کسی که شهریوش نامیده شده، چند سال بعد و معاصر شاه غازی رستم است.